# Іїтате

37°40′45″ пн. ш. 140°44′8″ сх. д. / 37.67917° пн. ш. 140.73556° сх. д.
Іїтате́ (яп. 飯舘村, いいたてむら, МФА: [iːtate muɾa]) — село в Японії, в повіті Сома префектури Фукусіма. Станом на 1 жовтня 2008 площа села становила 230,13 км². Станом на 1 січня 2009 населення села становило 6247 осіб.